# Katti Batti
Pour plus de détails, voir Fiche technique et Distribution.
Katti Batti est un film indien en hindi, réalisé par Nikhil Advani, sorti en 2015.
Produit par UTV, le film a Imran Khan et Kangana Ranaut dans les rôles principaux.
Le film a été décrit par Nikhil Advani comme étant une comédie romantique inhabituelle mettant en scène un couple urbain.

## Synopsis
Les hauts et les bas d'un jeune couple urbain de Bombay qui malgré leurs différences idéologiques et culturelles vivront ensemble pendant 5 ans. 

## Fiche technique
- Genre : Comédie, romance
- Dates de sortie :
  - Inde : 18 septembre 2015

## Distribution
- Imran Khan : Maddy
- Kangana Ranaut : Payal
- Abhishek Saha : Vinay
- Aadar Malik : Aniket
- Gavin (CHubBy) Methalaka : Yash
- Jimesh Patel : Raghu
- Nikkitasha Marwah : Tina
- Shilpi Tiwari : Swetha